# Salange
Salange är ett vattendrag i Burundi.   Det ligger i provinsen Ngozi, i den norra delen av landet, 100 kilometer nordost om huvudstaden Bujumbura.
Omgivningarna runt Salange är huvudsakligen savann. Runt Salange är det tätbefolkat, med 442 invånare per kvadratkilometer.